# Sarcophaga aldrichi
Sarcophaga aldrichi är en tvåvingeart som beskrevs av Parker 1916. Sarcophaga aldrichi ingår i släktet Sarcophaga och familjen köttflugor. Inga underarter finns listade i Catalogue of Life.